# Triptán
Los triptanes son un grupos de fármacos que se emplean en el tratamiento del ataque agudo de migraña. No son útiles en otro tipo de cefaleas (salvo en las cefaleas en racimos histaminérgicas tipo clúster), ni como preventivos para evitar los episodios migrañosos.
El primer medicamento de este grupo fue el sumatriptán, posteriormente se sintetizaron zolmitriptán, naratriptán, almotriptán, eletriptán, rizatriptán y frovatriptán. Todos ellos poseen propiedades químicas y farmacológicas muy similares.
El mecanismo de acción se basa en sus propiedades agonistas sobre los receptores de la serotonina tipo 1B y 1D , produciendo como principal efecto la vasoconstricción de las arterias intracraneales, entre ellas la arteria cerebral media, arteria meníngea media y arteria basilar, inhibiendo de esta forma el dolor de cabeza que se produce en la migraña.
La estructura base de los fármacos triptanos es la molécula de Indol.

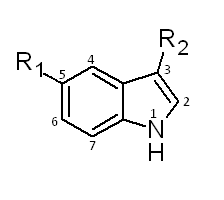
Fig 1. Estructura de los triptanes

| Análogo      | R1 | R2 | Análogo      | R1 | R2 |
| ------------ | -- | -- | ------------ | -- | -- |
| Sumatriptán  |    |    | Eletriptán   |    |    |
| Rizatriptán  |    |    | Naratriptán  |    |    |
| Almotriptán  |    |    | Frovatriptán |    |    |
| Zolmitriptán |    |    | –            | –  | –  |